# Прусачество и социализъм
„Прусачество и социализъм“ е полемично произведение на Освалд Шпенглер. Книгата излиза през 1919 г. в Мюнхен, Бавария.

## Революции и спасението на света
Първата част от книгата разисква избухналата Ноемврийска революция с края на германската монархия. Според Шпенглер, Октомврийската революция в Русия от 1917 г. е следствие от Февруарската либерална революция, а Ноемврийската в Германия ги следва по петите, като „революцията на глупостта, последвана от вулгарност. (...) Това е най-безсмисленото действие в германската история.“
Според Шпенглер, революцията ще доведе до края на западната цивилизация. Перспективата пред запада е в съответствие с философията на историята и морфологичното тълкуване на културата, които подсказват за „залеза на Запада“. Шпенглер гледа на „социализма“ като на „последен атмосферен слой“, в който уморената Западна Европа и Северна Америка могат да дирят културно пространство.
Крайният изход от борбата за власт в зората на Фаустовска култура включва отговора на основния въпрос дали бъдещата държава и икономическа система трябва да се характеризират като капиталистически или социалистически. От правилния отговор на този въпрос, Шпенглер поставя и визията си за „залеза на Запада“. За Шпенглер от решението му зависи не друго, а съдбата на света. Като философ на историята, Шпенглер смята, че той трябва да бъде решен правилно в Германия (Шпенглер е математик по образование), за да бъде спасен света.

## Либерализъм, анархизъм, социализъм
Според Шпенглер се конкурират няколко „школи“ на политически и икономически учения на западноевропейска територия, а именно:
1. Английският либерализъм, според който всичко се решава от инстинкта, а властта принадлежи на личността. Свободата тук се разбира като борба на един с друг, и триумфира по-силния, което води до неравенство.[3] (виж и Bellum omnium contra omnes)
2. Френският анархизъм, който инстиктивно подсказва, че властта не принадлежи на никого. Тук няма никакъв ред, не че няма формален такъв. Анархизмът проповядва всеобщо равенство, което води до неравенство и обществени катаклизми.[4]
3. Пруският социализъм е вътреутробен немски инстинкт, който подсказва, че тук властта принадлежи на обществото, т.е. на всички, на суверена. Индивидуализмът тук служи на всеобщото благо, а цялата власт – на суверена. Кралят на Прусия е само първи слуга на народа (Фридрих Велики). Тук всеки получава своето си. Държавният глава управлява, а поданиците спазват закона и обществения ред.[5] Пруският социализъм по своята същност е „нетолерантен и антидемократичен в сравнение с английския либерализъм и френската демокрация“, но той е и антиреволюционен.[5]

Английският капитализъм е възможен поради изолираността на Англия, която я кара да следва политиката на необходимост от силна държава. Според Шпенглер, в британската история има щастливо стечение на обстоятелства, а просперитета на нацията се дължи на по-ниските социални слоеве в обществото, които приемат впоследствие аристократични форми (виги и тори). Шпенглер намира либерализма и капитализма по своята същност за присъщи на английската нация. Демокрацията и всеобщото избирателно право са доказани методи на британския капитализъм, но това не означава, че в английското общество не съществува йерархия. Шпенглер коментира английския стил на управление не без възхищение. Той се легитимира външно като демократичен, но Шпенглер е принуден да признае респекта си от запазената му аристократична същност.
Английският либерализъм и френският анархизъм са предопределени за Шпенглер от духовните и исторически условия в които са израсли и развивали народите. Тези обществени форми са успешни, но не биха могли да се реализират успешно другаде, без дадения обществен модел да е съобразен с местните традиции и условия.
Така, за Шпенглер, парламентарната система е чужда на Германия. Шпенглер отхвърля като чужд на Германия и марксическия социализъм, като според неговите наблюдения преходът към социализъм се е извършил в Германия, преди избухването на последните революции, или още през 1914 г. посредством „законни и военни форми“. Немският флирт с английския либерализъм не е подходящ за Шпенглер. Той просто носи чужди дивиденти и реално властта в компанията остава в ръцете на Англия. Шпенглер призивава към борба с вътрешния конформизъм на Англия, на която Антантата осигури победата като държава.

## Марксически социализъм
Антимарксическата тенденция в критиката на Шпенглер е ясно доловима от книгата му. Той е на мнение, че авторите на „Комунистическия манифест“ смесват емоционални и икономически проблеми, а също и оценяват общественоикономическите условия в Англия през очите на германеца, което не е обективно. Шпенглер упраква Маркс в традиционно квазибогословско мислене. Марксизмът за него е по съществото си религиозно, а не политическо движение, имайки предвид произходът на Маркс от семейство на равини.
Според Шпенглер смесването на марксизма с руския болшевизъм е нелепо, и руския ленинизъм според Маркс, не е истински социализъм, понеже руския мужик е „културно чужденец“ за западните идеологии. По причина на смесването на идеологическите понятия, в Западна Европа считат „по детски тъпо и наивно“, че събитията в Русия след Октомврийската революция от 1917 г. са победа на/за реалния социализъм. (виж и Държавен капитализъм) По тази причина, Шпенглер иска да освободи германските труженици от идеологията на марксизма, като „за немския работник може да има само пруски социализъм или нещо подобно“, а консервативната класа трябва да се откаже от остарялото си мислене и предразсъдъци за пролетариата. Шпенглер приема по принцип демокрацията, но я намира далеч на запад в контекста на британските обществени отношения.

## Изход
В заключение, Шпенглер вижда бъдещето на Германия в нейната вътрешна зависимост от пруската социалистическа идея, която отъждествява с идеята за силна държава. Осъществяването на пруския социализъм от немската аристокрация е начинът, който ще изведе Германия до нови висоти в световната политика. В това отношение Шпенглер прогнозира вярно и не се лъже, а историята го доказа и показа.